# Johan Wurtzelius
Johan Wurtzelius (Wortzelius), född 1742 i Västergötland, död 1799 i Linköping, var en svensk målarmästare och dekorationsmålare. 
Wurtzelius var verksam under senare hälften av 1700-talet. Han blev mästare i Jönköping 1775 och fick samma år burskap i Jönköping. Han flyttade 1775 till Linköping där han var verksam som mästare och ålderman inom målarskrået. På 1780-talet utförde han tillsammans med Nathan Falckner dekorationsmålningar på Ljungs slott i Östergötland. 
Han bodde 1783 på Sankt Lars kvarter 75 i Linköping.

## Familj
Wurtzelius gifte sig 23 mars 1783 i Tjärstad med Anna Sophia Rimmius.

## Lärlingar
- 1783-1785 - Johan Presser (född 1763). Han var lärling hos Wurtzelius.
- 1784-1785 - Claes Adolph Esping (född 1754). Han var gesäll hos Wurtzelius.
- 1783-1786 - Anders Flinck (född 1769). Han var lärling hos Wurtzelius.
- 1786 - Vilhelm Neuadler (född 1763). Han var gesäll hos Wurtzelius.